# El Cojolite, Zacualpan
El Cojolite är en ort i Mexiko.   Den ligger i kommunen Zacualpan och delstaten Veracruz, i den sydöstra delen av landet, 150 km nordost om huvudstaden Mexico City. El Cojolite ligger 1 380 meter över havet och antalet invånare är 295.
Terrängen runt El Cojolite är bergig österut, men västerut är den kuperad. Runt El Cojolite är det ganska tätbefolkat, med 52 invånare per kvadratkilometer. Närmaste större samhälle är San Bartolo Tutotepec, 14,6 km sydost om El Cojolite. I omgivningarna runt El Cojolite växer i huvudsak städsegrön lövskog.